# Mină de teren

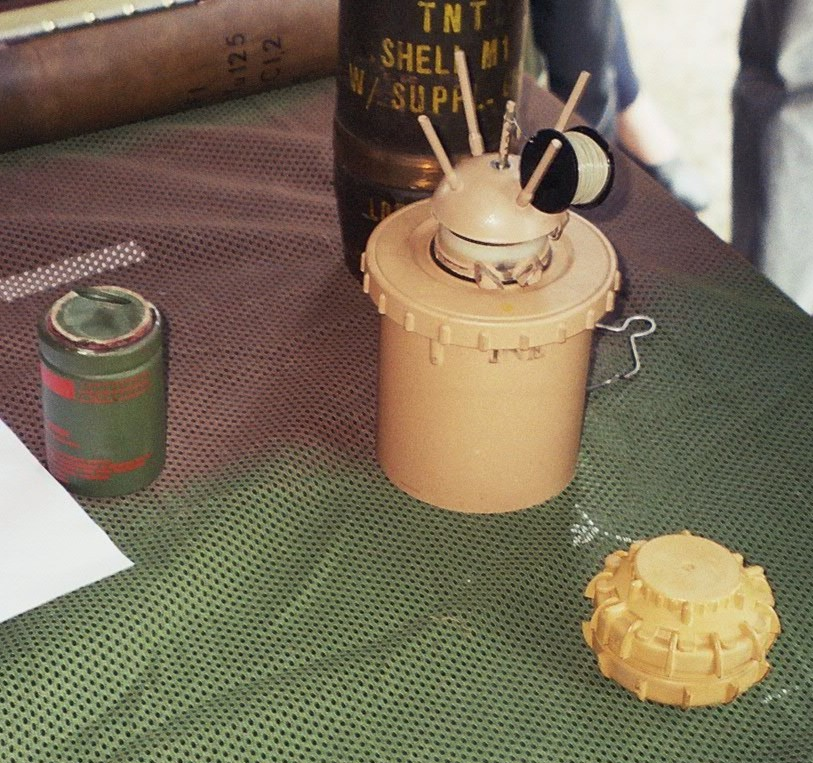
Exemple de mine anti-personal. Centru: Valmara 69 (o mină detonatoare); dreapta: VS-50

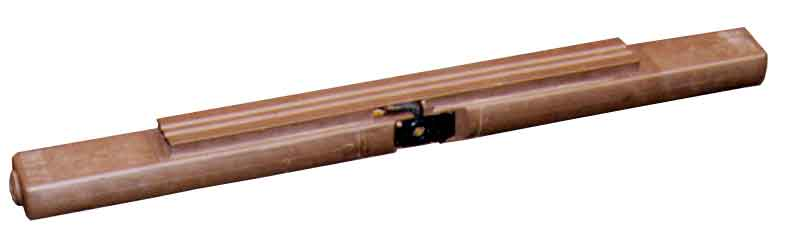
O mină anti-tanc - Mină L9

O mină de teren este un dispozitiv exploziv ascuns sub sau pe sol și conceput pentru a distruge sau a dezactiva ținte inamice, variind de la combatanți până la vehicule și tancuri, care trec peste sau pe lângă ea. Un astfel de dispozitiv este de obicei detonat în mod automat prin presiune când o țintă pășește pe ea sau conduce pe deasupra ei, deși alte mecanisme de detonare sunt, de asemenea, folosite uneori. O mină de teren poate provoca daune prin efectul direct al exploziei, prin fragmentele care sunt aruncate de explozie, sau prin ambele moduri. 
Denumirea provine de la practica veche de minerit militar, prin care tuneluri erau săpate sub fortificațiile inamice sau sub formații de trupe de către geniști. Aceste tuneluri ucigașe ("mine") au fost la început prăbușite pentru a distruge obiective situate deasupra lor, dar ele au fost mai târziu umplute cu explozibili și detonate în scopul de a provoca pagube mai mari.
În zilele noastre, în limbajul comun, minele de teren se referă în general la dispozitive fabricate special ca arme anti-personale sau anti-vehicule. Deși multe tipuri de dispozitive explozive improvizate ("Dei"), pot fi clasificate ca mine de teren, practic, termenul de mină este de obicei rezervat pentru dispozitive fabricate și concepute pentru a fi utilizate de către servicii militare recunoscute, în timp ce IED este folosit pentru dispozitive improvizate și asamblate de grupuri paramilitare, insurgente sau teroriste.
Utilizarea minelor de teren este controversată din cauza potențialului lor de a fi arme folosite fără discernământ. Ele pot rămâne periculoase după mulți ani de la încheierea conflictului, afectând economia și civilii din multe națiuni în curs de dezvoltare. Convenția din 1997 privind Interzicerea Utilizării, Stocării, producerii și Transferului de Mine antipersonal și Distrugerea acestora, cunoscută și ca Tratatul de la Ottawa a fost încheiat din cauza unor presiuni din partea grupurilor organizate prin Campania Internațională pentru interzicerea minelor terestre, o mișcare globală. Până în prezent, 162 de state au aderat la tratat.

## Utilizarea
Minele de teren au fost concepute pentru două utilizări principale: 
- Pentru a crea bariere tactice de apărare, dirijând forțele atacante către zonele de incendiu predestinate sau încetinind înaintarea forțelor invadatoare pentru a permite sosirea întăririlor.
- Pentru a acționa ca arme pasive din zonă de negare (pentru a opri inamicul de la utilizarea unui teren valoros, a unor resurse sau facilități când apărare activă din zonă nu este de dorit sau posibilă).

Minele de teren sunt utilizate în prezent în cantități mari, mai ales pentru acest prim scop, astfel, utilizarea lor pe scară largă în zone demilitarizate (DMZs) probabil tensionate, cum ar fi Cipru, Afganistan și Coreea. Începând din anul 2013, numai guvernele care încă puneau mine de teren au fost Myanmar în cadrul unui conflict intern, și Siria, în războiul civil.
Minele de teren continuă să ucidă sau rănesc cel puțin 4.300 de oameni în fiecare an, chiar zeci de ani după finalul conflictelor pentru care acestea au fost plasate.

## Istorie

### Dezvoltarea premodernă
Jiao Yu în prefața lui la Huolongjing Quanzhi, scrisă în 1412 AD, a susținut că al 3-lea Cancelar Zhuge Liang a Regatului Shu, nu a folosit numai "arme de foc", ci și mine de teren în Bătălia de la Hulugu Valea împotriva forțelor Sima Yi și fiul lui Sima Zhao din Regatul Wei. Această afirmație este dubioasă, deoarece praful de pușcă pentru război nu s-a dezvoltat în China până la apariția aruncătorului de flăcări (Pen Huo Qi) în secolul al 10-lea, în timp ce mina de teren nu a fost observată în China până în secolul al 13-lea.